# 多姆尼齊亞
47°48′25″N 29°13′43″E / 47.80694°N 29.22861°E
多姆尼齊亞（烏克蘭語：Домниця）是位於烏克蘭西南部的村莊，由敖德萨州波季利斯克区的庫亞利尼克市鎮負責管轄。該村始建於1884年，面積1.11平方公里，海拔高度134米，2001年人口292，人口密度每平方公里263.06人。